# Borneo Septentrional en los Juegos Olímpicos de Melbourne 1956
Borneo Septentrional estuvo representado en los Juegos Olímpicos de Melbourne 1956 por dos deportistas masculinos que compitieron en atletismo.
El portador de la bandera en la ceremonia de apertura fue el atleta Gabuh bin Piging. El equipo olímpico de Borneo Septentrional no obtuvo ninguna medalla en estos Juegos.